# گژمکوویتسه
گژمکوویتسه (به لهستانی:  Grzymkowice) یک روستا در لهستان است که در گمینا بیاوا راوسکا واقع شده‌است.
 گژمکوویتسه  ۲۰۰ نفر جمعیت دارد و ۱۸۰ متر بالاتر از سطح دریا واقع شده‌است.